# Babylon Sad
Babylon Sad war eine schweizerische Death-Metal-Band aus Zürich, die im Jahr 1991 gegründet wurde und sich 1993 auflöste.

## Geschichte
Bassist Wilhelm „Tschösi“ Kühne und Gitarrist Daniel Raess waren zunächst in der Schweizer Band Messiah zusammen tätig, ehe sie zusammen beschlossen, im Jahr 1991 die Band Babylon Sad zu gründen. Im Jahr 1992 begaben sie sich zusammen mit Sänger Nenad Dukic, den Gitarristen Bruce und Christian Muzik, Schlagzeuger Peter Haas, vorher schon bei Calhoun Conquer, Krokus und Mekong Delta tätig, Violinistin Priska Gut und Keyboarder Marco Wolf ins Studio, um ihr Debütalbum aufzunehmen, während Kühne den Bass und den Gesang und Raess die E-Gitarre und den Gesang übernahmen. Das Album erschien im Jahr 1992 in Eigenveröffentlichung, wobei der Tonträger eine Auflage von 2.000 Stück hatte. Im Jahr 1993 veränderte sich die Besetzung der Band: Kühne widmete sich anderen Projekten, wie etwa Fear of God, während Sänger Dukic Sickening Gore beitrat. Die Gruppe bestand nun aus dem Gitarristen Raess, dem Sänger Michael Dietschy, dem Keyboarder Wolf, dem Bassisten Dennis Dopheide und dem Schlagzeuger Curtis Moffa. Die Band unterzeichnete einen Plattenvertrag bei Massacre Records, worüber das Debütalbum gegen 1993 in neu abgemischter Form erschien. Das Cover wurde hierbei verändert und dem Album wurden zwei Bonuslieder hinzugefügt. Die Band löste sich noch im selben Jahr auf.

## Stil
Die Band spielt auf ihrem einzigen Album Kyrie abwechslungsreichen Death Metal, wobei die Lieder besonders in ihrer Geschwindigkeit sehr variabel sind. Der Gesang ist sehr tief gehalten und guttural. Es kommen auch Frauenstimmen zum Einsatz. Die instrumentale Grundformation wird durch Keyboards und Violinen bereichert.
Die von „Tschösi“ verfassten Texte sind nicht stringent, vielmehr reihen sich weltanschauliche Gedankenfetzen aneinander, die „durch Worte, die sich aus der Musik ergeben“ ergänzt werden. Raess hatte vor, in Zukunft Texte zu schreiben, „die für den Normalverbraucher durchschaubarer sind“.

## Diskografie
- 1992: Kyrie (Album, Eigenveröffentlichung, 1993 Wiederveröffentlichung über Massacre Records)